# Dwars door België 1993
La Dwars door België 1993, quarantottesima edizione della corsa, si svolse il 24 marzo su un percorso di 200 km, con partenza ed arrivo a Waregem. Fu vinta dal belga Johan Museeuw della squadra MG Boys Maglificio-Technogym davanti all'italiano Franco Ballerini e all'altro belga Jo Planckaert.

## Ordine d'arrivo (Top 10)
| Pos. | Corridore               | Squadra                        | Tempo    |
| ---- | ----------------------- | ------------------------------ | -------- |
| 1    | Johan Museeuw           | MG Boys Maglificio-Technogym   | 4h59'00" |
| 2    | Franco Ballerini        | MG Boys Maglificio-Technogym   | s.t.     |
| 3    | Jo Planckaert           | Novemail-Histor-Laser Computer | a 6"     |
| 4    | Wilfried Peeters        | MG Boys Maglificio-Technogym   | s.t.     |
| 5    | Johan Capiot            | TVM-Bison Kit                  | s.t.     |
| 6    | Carlo Bomans            | MG Boys Maglificio-Technogym   | s.t.     |
| 7    | Olaf Ludwig             | Telekom                        | s.t.     |
| 8    | Michel Cornelisse       | La William-Duvel               | s.t.     |
| 9    | Marc Sergeant           | Novemail-Histor-Laser Computer | s.t.     |
| 10   | Jean-Pierre Heynderickx | Collstrop-Assur Carpets        | s.t.     |